# Coppa del Mondo di skeleton 1996
La Coppa del Mondo di skeleton 1995/96, decima edizione della manifestazione organizzata dalla Federazione Internazionale di Bob e Skeleton, è iniziata il 14 gennaio 1996 ad Altenberg, in Germania, e si è conclusa il 23 febbraio 1996 a Lake Placid, negli Stati Uniti. Furono disputate quattro gare nel singolo uomini in altrettante differenti località.
Nel corso della stagione si tennero anche i campionati mondiali di Calgary 1996, in Canada, competizione non valida ai fini della Coppa del Mondo.
Vincitore della coppe di cristallo, trofeo conferito al vincitori del circuito, fu il canadese Ryan Davenport, alla sua prima affermazione nel massimo circuito mondiale.

## Calendario
| Località    | Data                | Uomini   |          |
| ----------- | ------------------- | -------- | -------- |
| Altenberg   | 14 gennaio 1996     | ●        |          |
| La Plagne   | 20 gennaio 1996     | ●        |          |
| Winterberg  | 27 gennaio 1996     | ●        |          |
| Calgary     | 16-17 febbraio 1996 | Mondiali | Mondiali |
| Lake Placid | 23 febbraio 1996    | ●        |          |
| Totale      | Totale              | 4        |          |

## Risultati
| Data             | Località    | Primi classificati       | Secondi classificati       | Terzi classificati         |
| ---------------- | ----------- | ------------------------ | -------------------------- | -------------------------- |
| 14 gennaio 1996  | Altenberg   | Ryan Davenport Canada    | Willi Schneider Germania   | Michael Grünberger Austria |
| 20 gennaio 1996  | La Plagne   | Ryan Davenport Canada    | Michael Grünberger Austria | Christian Auer Austria     |
| 27 gennaio 1996  | Winterberg  | Alexander Müller Austria | Willi Schneider Germania   | Ryan Davenport Canada      |
| 23 febbraio 1996 | Lake Placid | Christian Auer Austria   | Orvie Garrett Stati Uniti  | Ryan Davenport Canada      |

## Classifica
| Pos. | Nome pilota        | Nazione     | ALT | LAP | WIN | LAK | Punti |
| ---- | ------------------ | ----------- | --- | --- | --- | --- | ----- |
| 1    | Ryan Davenport     | Canada      | 1   | 1   | 3   | 3   | 170   |
| 2    | Michael Grünberger | Austria     | 3   | 2   | 4   | 5   | 159   |
| 3    | Christian Auer     | Austria     | 8   | 3   | 6   | 1   | 157   |
| 4    | Willi Schneider    | Germania    | 2   | 8   | 2   | 7   | 155   |
| 5    | Franz Plangger     | Austria     | 4   | 4   | 12  | 9   | 143   |
| 6    | Urs Vescoli        | Svizzera    | 13  | 6   | 11  | 10  | 132   |
| 7    | Chris Soule        | Stati Uniti | 12  | 5   | 24  | 8   | 123   |
| 8    | Jim Shea           | Stati Uniti | 11  | 15  | 21  | 4   | 121   |
| 9    | Felix Poletti      | Svizzera    | 24  | 7   | 5   | 17  | 119   |
| 10   | Stevie Brügger     | Svizzera    | 15  | 14  | 19  | 10  | 114   |